# Rue Jean Bury
La rue Jean Bury est une rue liégeoise perpendiculaire à la rue du Général Bertrand et se terminant en impasse. Elle est située dans le quartier Sainte-Marguerite.

## Odonymie
Elle porte le nom d'un écrivain de langue wallonne né à Liège, Jean Bury.